# Roderick McLeod (Offizier)
Sir Roderick William McLeod, GBE, KCB, DL (* 15. Januar 1905; † 6. Dezember 1980) war ein britischer Offizier der British Army, der unter anderem von 1957 bis 1960 stellvertretender Chef des Verteidigungsstabes (Deputy Chief of the Defence Staff) der Streitkräfte des Vereinigten Königreichs (British Armed Forces) sowie zuletzt als General zwischen 1962 und 1965 Oberkommandierender des Heereskommandos Ost (General Officer Commanding in Chief, Eastern Command) war.

## Leben

### Ausbildung und Verwendungen als Offizier sowie Zweiter Weltkrieg

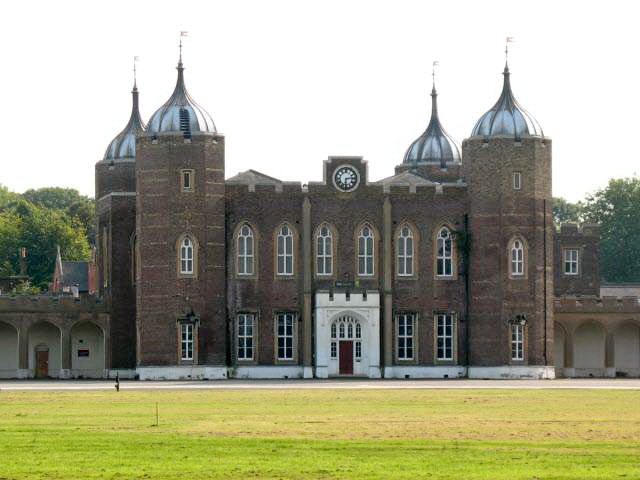
McLeod absolvierte eine Offiziersausbildung an der Royal Military Academy Woolwich.

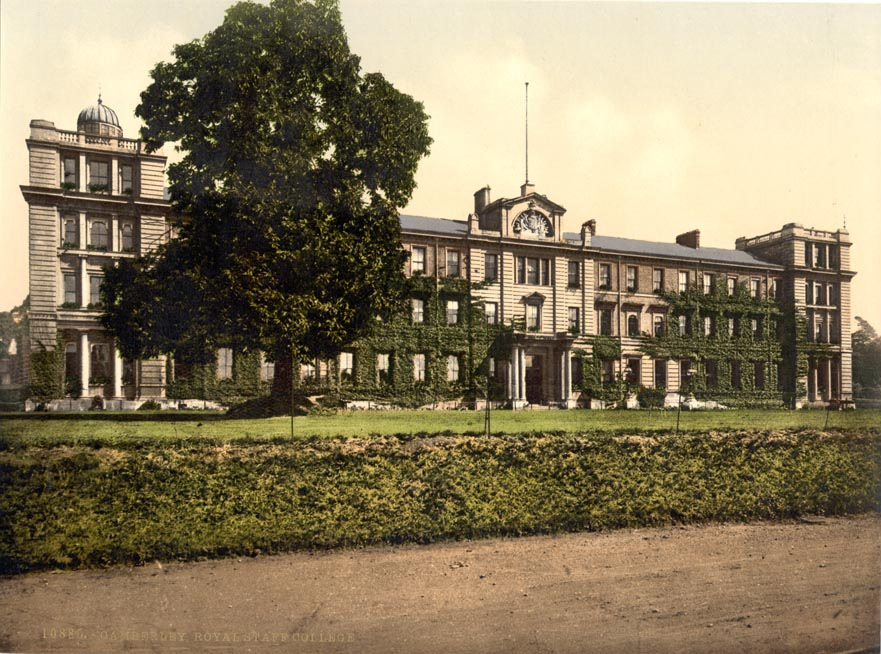
Captain McLeod war zwischen 1938 und 1939 Absolvent des Staff College Camberley.

Roderick William McLeod, Sohn von Colonel Reginald George McQueen McLeod, DSO, und dessen Ehefrau Cicely Knightley Boyd, begann nach dem Besuch des Wellington College in Berkshire als Gentleman Cadet eine Offiziersausbildung an der Royal Military Academy Woolwich. Nach deren Abschluss wurde er am 30. Januar 1925 als Leutnant (Second Lieutenant) in das Royal Regiment of Artillery der British Army übernommen und fungierte nach verschiedenen Verwendungen vom 19. Mai 1936 bis zum 21. Januar 1938 als Adjutant des Regiments. Während dieser Verwendung wurde er am 21. Januar 1937 zum Hauptmann (Captain) befördert und ein Jahr später am 21. Januar 1938 zum Studium an das Staff College Camberley abgeordnet. Nach dessen Abschluss wurde er am 1. Februar 1939 als Brigade-Major im Royal Regiment of Artillery zum Stabsdienst abgeordnet.
Zu Beginn des Zweiten Weltkrieges wurde McLeod am 1. Januar 1940 der örtliche Rang eines Local Lieutenant-Colonel verliehen, woraufhin er zwischen dem 1. Januar 1940 und dem 17. Februar 1941 Generalstabsoffizier Zweiten Grades war. Er gab am 4. September 1940 den Rang eines Local Lieutenant-Colonel zurück und war nach der Verleihung des kommissarischen Dienstgrades eines Acting Lieutenant-Colonel vom 18. Februar 1941 bis zum 18. April 1942 Generalstabsoffizier Ersten Grades. In dieser Verwendung wurde ihm am 18. Mai 1941 der kriegsbezogene Rang eines War Substantive Major sowie zugleich der zeitlich befristete Dienstgrad eines Temporary Lieutenant-Colonel verliehen, ehe er zehn Tage später am 28. Mai 1942 zum Major befördert wurde. Er war zwischen dem 1. Juni 1942 und dem 13. Januar 1943 abermals Generalstabsoffizier Ersten Grades und gab am 13. Januar 1943 zunächst den zeitlich befristeten Dienstgrad eines Temporary Lieutenant-Colonel zurück, der ihm am 19. Februar 1943 aber erneut verliehen wurde. Nachdem er zwischen dem 17. Juli und dem 6. September 1943 Kommandeur der Artillerie eines Verbandes war, war er nach der Verleihung des kommissarischen Dienstgrades eines Acting Colonel vom 7. September 1943 bis zum 6. Januar 1944 Kommandeur eines Militärdepots. Im weiteren Kriegsverlauf übernahm er zwischen dem 7. Januar 1943 und dem 14. März 1944 den Posten als Kommandeur der Spezialeinheitstruppe SAS (Special Air Service) und erhielt am 12. Februar 1944 zunächst den örtlichen Rang eines Local Brigadier. Danach wurde ihm in dieser Verwendung am 7. März 1944 der kriegsbezogene Rang eines War Substantive Lieutenant-Colonel und zugleich der zeitlich befristete Dienstgrad eines Temporary Colonel verliehen, ehe er am 19. März 1944 den kommissarischen Dienstgrad eines Acting Brigadier sowie am 19. September 1944 den zeitlich befristeten Dienstgrad eines Temporary Brigadier verliehen bekam.

### Nachkriegszeit und Aufstieg zum General

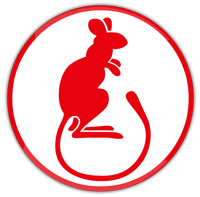
Colonel McLeod war von 1950 bis 1951 Kommandeur der Royal Artillery der 7. Panzerdivision (7th Armoured Division), der sogenannten „Desert Rats“ (‚Wüstenratten‘).

Kurz vor Kriegsende wurde Roderick McLeod am 24. März 1945 Direktor für militärische Operationen im Hauptquartier der Britisch-Indischen Armee und hatte diese Funktion bis zum 31. Oktober 1946 inne. Nach seiner Rückkehr war er zwischen dem 2. Januar 1948 und dem 15. Juni 1950 Assistierender Kommandant des Staff College Camberley und wurde in dieser Verwendung am 21. August 1948 zum Oberstleutnant (Lieutenant-Colonel) befördert. Außerdem erhielt er am 2. Dezember 1949 rückwirkend zum 9. Februar 1949 seine Beförderung zum Oberst (Colonel) und war vom 22. Februar bis zum 31. März 1950 zunächst Kommandeur der Artillerieverbände der in Deutschland stationierten Britischen Rheinarmee BAOR (British Army of the Rhine) sowie im Anschluss zwischen dem 1. April 1950 und dem 26. Februar 1951 Kommandeur der Royal Artillery der 7. Panzerdivision (7th Armoured Division).

Generalmajor McLeod hatte von 1955 bis 1956 den Posten als Kommandeur der 6. Panzerdivision (6th Armoured Division) inne, der sogenannten „Mailed Fist“.

Nachdem ihm am 3. März 1951 der zeitlich befristete Dienstgrad eines Temporary Major-General verliehen wurde, fungierte Roderick McLeod vom 3. März 1951 bis zum 3. Juni 1954 im Kriegsministerium (War Office) als Direktor für militärische Operationen (Director of Military Operations) und wurde in dieser Funktion am 1. September 1951 auch zum Generalmajor (Major-General) befördert. Er war Commander des Order of the British Empire (CBE) und wurde am 5. Juni 1952 auch zum Companion des Order of the Bath (CB) ernannt. Er bekleidete zwischen dem 1. September 1954 und dem 28. Januar 1955 im Kriegsministerium das Amt als Vorsitzender des Ausschusses für die Fernmeldetruppen (Committee on Royal Signals Organisation) und wurde daraufhin am 28. Januar 1955 als Nachfolger von Generalmajor Francis Mitchell Kommandeur der 6. Panzerdivision (6th Armoured Division), der sogenannten „Mailed Fist“. Diese Kommando behielt er bis zum 30. November 1956 und wurde daraufhin von Generalmajor Denis O’Connor abgelöst.
Nachdem Generalmajor McLeod zwischen dem 7. Januar und dem 16. Dezember 1957 Chefinstrukteur des Heeres am Imperial Defence College (IDC) in London war, wurde ihm am 16. Dezember 1957 der zeitlich befristete Dienstgrad eines Temporary Lieutenant-General verliehen. Daraufhin war er zwischen dem 16. Dezember 1957 und seiner Ablösung durch Air Marshal Sir Alfred Earle am 31. Dezember 1959 stellvertretender Chef des Verteidigungsstabes (Deputy Chief of the Defence Staff) der Streitkräfte des Vereinigten Königreichs (British Armed Forces). Während seiner dortigen Verwendung wurde er am 16. Dezember 1957 zum Generalleutnant (Lieutenant-General) befördert und für seine Verdienste zum 12. Juni 1958 als Knight Commander des Order of the Bath (KCB) nobilitiert, wodurch er fortan den Namenszusatz „Sir“ führte. Zugleich hatte er vom 24. Juni 1958 bis zum 24. Juni 1968 das Ehrenamt als Colonel-Commandant of the Royal Regiment of Artillery inne.
Am 3. Juni 1960 löste Generalleutnant McLeod Generalleutnant Sir Edric Bastyan als Kommandeur der britischen Streitkräfte in Hongkong (Commander British Forces in Hong Kong) ab und verblieb in dieser Verwendung bis zu seiner Ablösung durch Generalleutnant Sir Reginald Hewetson am 4. Dezember 1961. Nachdem er am 29. Dezember 1961 seine Beförderung zum General erhalten hatte, war er als Nachfolger von General Sir Gerald Lathbury vom 3. Januar 1962 bis zu seiner Ablösung durch Generalleutnant Sir George Cole am 2. Januar 1965 Oberkommandierender des Heereskommandos Ost (General Officer Commanding in Chief, Eastern Command). Er war zugleich vom 29. April 1963 bis zum 30. Januar 1965 Generaladjutant (Aide-de-camp General) von Königin Elisabeth II. und wurde zum 1. Januar 1964 auch zum Knight Grand Cross des Order of the British Empire (GBE) erhoben. Am 30. Januar 1965 schied er aus dem aktiven Militärdienst und trat in den Ruhestand (Retired List) und hatte zwischen dem 6. Juli 1965 und dem 31. März 1971 auch das Ehrenamt als Honorary Colonel of the 254th (City of London) Field Regiment inne. Zuletzt wurde er am 11. September 1967 Deputy Lieutenant (DL) von Surrey ernannt und war damit einer der Stellvertreter von Edward FitzClarence, 6. Earl of Munster, dem Lord Lieutenant dieser Grafschaft. In erster Ehe heiratete er 1933 Camilla Rachel Hunter.